# Братья Менендес
Эрик Гален Менендес (англ. Eric Galen Menendez; 27 ноября 1970), Джозеф Лайл Менендес (англ. Joseph Lyle Menendez, более известный как Лайл Менендес; 10 января 1968) — родные братья, которые 20 августа 1989 года на территории города Беверли-Хиллз из корыстных побуждений совершили убийство родителей с целью наследования многомиллионного состояния. Дело братьев Менендес в очередной раз стало поворотным для американского общества: образ молодых парней, которые принадлежали к высшему привилегированному классу общества, имели богатых и влиятельных родителей, жизнь которых характеризовалась роскошью и развлечениями определённого свойства, — скрывал за собой клиническое бесчувствие, преобладание низменных инстинктов и отрицание общечеловеческих ценностей. Судебное разбирательство над братьями Менендес стало уникальным в истории США в связи со стратегией защиты их адвокатов. Дело Братьев Менендес вызвало общественный резонанс и на протяжении судебного процесса активно освещалось в различных СМИ. Вследствие привлечения средствами массовой информации внимания общества к этому делу братья Менендес стали одними из самых известных заключённых в США, и волна интереса к ним не стихала даже по прошествии более 30 лет со дня их ареста. Первоначально Эрик и Лайл Менендес были приговорены к пожизненному лишению свободы без права на условно-досрочное освобождение, однако в 2025 году спустя 36 лет после их ареста их приговор был пересмотрен и они получили возможность условно-досрочного освобождения.

## Биография
Джозеф Лайл Менендес родился 10 января 1968 года в городе Нью-Йорк. Через несколько месяцев после его рождения семья переехала в тауншип Глостер, округ Камден, (штат Нью-Джерси), где 27 ноября 1970 года родился его младший брат Эрик Гален Менендес. Отец братьев Хосе Менендес был по происхождению кубинцем. Он родился 6 мая 1944 года в семье преуспевающего кубинского бизнесмена и известного спортсмена в Гаване, Куба. В школьные годы Хосе Менендес занимался спортом и входил в школьную команду по плаванию, став одним из лучших пловцов в округе. После того как на Кубе пришел к власти Фидель Кастро, в 1960 году родители Хосе, опасаясь репрессий, отправили его на территорию США, в город Хейзелтон (штат Пенсильвания), где проживал его двоюродный брат. В этот период Хосе начал испытывать материальные трудности, вследствие чего последующие два года был вынужден проживать на чердаке дома своего двоюродного брата. Тем не менее Менендес успешно прошел социальную адаптацию. После переезда в Хейзелтон Хосе стал посещать местную школу, где продолжил занятия плаванием и добился выдающихся результатов на этом поприще. После окончания школы в 1962 году спортивные достижения Хосе позволили ему получить спортивную стипендию в Университете Южного Иллинойса, расположенного в городе Карбондейл, куда вскоре был принят и переехал осенью 1962 года. Будучи студентом, Менендес познакомился со студенткой Мэри Луизой Андерсен. Девушка являлась победительницей местного конкурса красоты и пользовалась популярностью в округе. Она была старше Хосе на два года, но тем не менее у них вскоре начались романтические отношения, в результате чего в 1963 году они поженились, покинули территорию штата Иллинойс и переехали в Нью-Йорк, где Хосе Менендес продолжил получать высшее экономическое образование в Государственном университете Нью-Йорка. Испытывая материальные трудности, в период учёбы Хосе подрабатывал посудомойщиком в известном ресторане «21 Club». Большинство друзей и знакомых Менендеса того периода отзывались о нём крайне положительно. Менендес был известен в округе своей амбициозностью и являлся одним из лучших студентов университета. После окончания учёбы в университете в 1967 году Хосе получил должность в престижной бухгалтерской фирме «Coopers & Lybrand». Практически сразу Менендес завоевал репутацию неутомимого работника с быстрым умом и способностью решать проблемы, вследствие чего он вскоре получил высокооплачиваемую должность в компании «Lyon’s Container Service», расположенной в штате Иллинойс. Три года спустя он стал президентом компании. Благодаря выдающимся результатам его работы, Менендес вскоре получил приглашение работать в корпорации «RCA».
В этот период семья проживала в пригороде Нью-Йорка под названием Монси, где 10 января 1968 года родился его первый сын Лайл. После рождения Лайла семья покинула Нью-Йорк и переехала на территорию штата Нью-Джерси. Некоторое время они проживали в округе Камден, где 27 ноября 1970 года родился его второй сын Эрик. После рождения Эрика семья переехала в тауншип Хопуэлл округ Мерсер, где Хосе Менендес купил особняк, построенный в стиле Тюдоров, в районе парка Элм-Ридж недалеко от города Принстон. На момент рождения сыновей семья принадлежала уже к среднему классу общества и не испытывала материальных трудностей. Благодаря весомому вкладу в продвижение корпорации, личной эффективности и самоотдаче в работе, в 1979 году Хосе Менендес был назначен на должность вице-президента в компании «Hertz», которая на тот момент являлась дочерней корпорации «RCA».
Через год, в 1980 году, руководители корпорации «RCA» назначили его руководителем своего звукозаписывающего подразделения «RCA-Ariola». В последующие годы Менендес в качестве главного операционного директора с зарплатой 500 000 долларов в год руководил операциями по расширению линейки латиноамериканской музыки компании, занимался организацией концертов и подписывал контракты с известными музыкальными группами, такими как «Duran Duran» и «Eurythmics». В этот период Менендес заработал репутацию одного из лучших специалистов в корпорации. Он отличался ответственностью, порядочностью, готовностью рисковать, был последователен в своих действиях и решениях, проявлял инициативу и выражал полную уверенность в себе и своих силах. По воспоминаниям коллег и знакомых, Менендес отличался выдающейся конкурентоспособностью, он первым находил верные и быстрые способы решения поставленных задач с наиболее вероятным процентом достижения успеха и всегда опережал своих конкурентов. Несмотря на свое погружение в мир шоу-бизнеса, Менендес избегал многих атрибутов роскошной жизни. Он не употреблял наркотических средств, не увлекался алкогольными напитками, редко посещал вечеринки и подобные им развлекательные мероприятия и пытался помочь некоторым коллегам в корпорации «RCA» избавиться от наркотической зависимости. В это же время, будучи человеком высшего класса общества, Менендес обладал парком дорогих автомобилей, предпочитал во время поездок пользоваться лимузином и был замечен в пренебрежительном поведении по отношению к работникам, занимающимся низкоквалифицированным трудом. В 1986 году компания «General Electric Co» стала владельцем контрольного пакета акций корпорации «RCA», вследствие чего Менендес был вынужден покинуть корпорацию и был уволен.
Его безупречная репутация несколько пострадала после ряда обвинений, выдвинутых против него бывшими коллегами, но тем не менее Менендес вскоре нашел работу на высокооплачиваемой должности в кинокомпании «Carolco Pictures», которая прославилась благодаря фильмам «Рэмбо», где главную роль исполнил Сильвестр Сталлоне. Вскоре Менендес был назначен операционным директором по восстановлению финансового положения кинокомпании «International Video Entertainment Inc.», которую кинокомпания «Carolco Pictures» купила у бывшего распространителя порнографии по имени Ноэль Блум. В 1986 году «International Video Entertainment Inc.» потеряла 20 миллионов долларов и была на грани банкротства, но благодаря успешной работе Хосе Менендеса ситуация была изменена — сократив фонд заработной платы, Менендес спас компанию от банкротства. В 1987 году благодаря успешным результатам работы Менендеса кинокомпания «International Video Entertainment Inc.» заработала более 8 миллионов долларов, после чего, в результате успешных действий Хосе, «International Video Entertainment Inc.» объединилась с компанией «Lieberman Enterprises Inc.», дистрибьютором пластинок на территории штата Миннесота, и получила название «LIVE Entertainment», а Хосе стал во вновь образованной компании председателем совета директоров.
Используя связи владельцев кинокомпании «Carolco Pictures», Менендес провел ряд реформ для улучшения финансового состояния компании. Менендес сократил штат компании с 550 до 167 человек и избавился от дорогих офисов в районе Лос-Анджелеса под названием Вудленд-Хиллз. После покупки компании «International Video Entertainment Inc.» и получения многомиллионной прибыли Менендесу к концу 1980-х удалось вывести «Carolco Pictures» на новый уровень. Используя прочные связи основателей кинокомпании Марио Кассара и Эндрю Вайна с мейнстримным Голливудом, Менендесу удалось подписать контракты на производство нескольких фильмов с такими режиссёрами, как Эд Прессман, Тейлор Хэкфорд и актёром Сильвестром Сталлоне, который подписал контракт на участие сразу в нескольких лентах.
В воспитании сыновей Хосе Менендес придерживался авторитарного стиля воспитания детей. В раннем детстве Эрик и Лайл Менендес по решению Хосе стали заниматься спортом. Они посещали спортивные секции по плаванию, теннису и играли в американский футбол. В конце 1970-х Хосе Менендес установил для своих сыновей строгий режим распорядка дня с расчетом превратить их в звезд спорта и обучал своих сыновей этике успеха и достижений. Хосе решил, что Лайл и Эрик должны преуспеть либо в футболе, либо в теннисе, после чего братья выбрали теннис, а Хосе построил на заднем дворе своего особняка несколько кортов с твердым покрытием. Он нанял профессиональных тренеров, руководил тренировками и посещал многие матчи, в которых принимали участие его сыновья. В этот период братья вынуждены были в свободное от учёбы время рано просыпаться и заниматься изнурительными тренировками, которые начинались в 6:30 утра. Будучи убежденным перфекционистом, Хосе Менендес требовал от сыновей успешных результатов в спорте и пытался их убедить в том, что несовершенный результат работы не имеет права на существование. Однако по воспоминаниям друзей, знакомых и родственников семьи Хосе Менендес не терял эмоционального контакта с детьми, часто обнимал, а в проявлении агрессии или физического насилия по отношению к своим сыновьям замечен не был. В конечном итоге Хосе Менендес сильно повлиял на психоэмоциональное состояние своих сыновей. Испытывая определённые психологические потребности по отношению к ожиданиям своего отца, братья в дальнейшие годы испытывали болезненное состояние вследствие неудач и нерешенных проблем, благодаря чему достигли на спортивном поприще определённых успехов. К 1985 году Лайл Менендес благодаря своей агрессивной манере игры стал игроком № 1 в рейтинге «Теннисной ассоциации Средних штатов США» для юношей, находящихся в возрасте до 18 лет, в то время как Эрик Менендес являлся игроком средней руки, но постоянно прогрессировал и демонстрировал неплохой потенциал.
Вне корта Хосе Менендес также требовал от сыновей, чтобы они добились успеха в остальных сферах жизни. Он требовал от Эрика и Лайла успешного окончания средней школы и занимался их образованием. Впоследствии братья вспоминали, что их отец объяснял им тонкости военной и международной политики США, психологию развития личности. Во время обучения своих сыновей этике успеха и достижений, лекции Хосе Менендеса могли длиться часами и напоминать деловую встречу. По воспоминаниям Лайла Менендеса, любимым мотивационным выражением его отца было примерно следующее: «Я не был доставлен в этот мир с поражением, и неудачи не текут в моих венах». Эрик Менендес, вспоминая впоследствии свои детские и юношеские годы, заявил что быть сыном Хосе Менендеса было сложно. По мере взросления сыновей, Хосе Менендес пытался контролировать все аспекты их социально-общественной жизни. Он интересовался тем, с кем встречаются его сыновья, с кем проводят они свободное от учёбы и тренировок время, следил за результатами их учёбы в школе и пытался быть в курсе всех подробностей их жизни, вследствие чего в конце 1980-х между ним, Лайлом и Эриком возникла психологическая напряженность так как Лайл и Эрик стали испытывать недостаток психологической свободы.
Будучи экстравертом Лайл Менендес пользовался популярностью в школе и в округе, благодаря чему имел множество друзей и подруг, в том время как Эрик Менендес отличался скромностью, имел проблемы с уверенностью в себе и испытывал недостаток амбиций. Лайл и Эрик проводили вместе много свободного времени, благодаря чему парни испытывали комфорт в компании друг друга и между ними сложилась тесная духовная связь. Большинство из знакомых братьев того периода характеризовали парней крайне положительно и отмечали, что Лайл Менендес в качестве образца для подражания использовал образ своего отца, он восхищался своим отцом, цитируя его и пересказывая одноклассникам и знакомым невероятную историю восхождения Хосе от иммигранта, моющего посуду до руководителя компании, в то время как Эрик Менендес использовал в качестве образца для подражания образ самого Лайла. Братья посещали школу «Princeton Day School», частное элитное учебное заведение, расположенное в городе Принстон, где обучались дети представителей привилегированного класса общества. Эрик и Лайл Менендес хорошо учились в школе, но выдающихся результатов в ходе обучения достичь не смогли. Будучи в старших классах, Лайл Менендес стал встречаться со Стейси Фельдман, другой ученицей школы «Princeton Day School». Девушка бывала в доме Менендеса, принимала от него дорогие подарки и впоследствии заявляла о том, что на протяжении двух лет никто из членов семьи Менендес не был замечен в проявлении девиантного или агрессивного поведения. Незадолго до окончания школы, Лайл Менендес по различным причинам как и большинство его сверстников решил подрабатывать в свободное от учёбы и тренировок время. Он нашел работу в одном из ресторанов Принстона. Через несколько дней, получив в качестве заработной платы 33 доллара, Менендес уволился, заявив при этом, что такие суммы денежных средств он мог бы найти в карманах своей одежды ежедневно и мог бы найти в карманах одежды, находящихся в его доме в корзине для грязного белья. После этого Лайл Менендес был замечен в проявлении пренебрежительного поведения по отношению к лицам, занимающихся низкоквалифицированным трудом. После окончания школы в 1986 году Лайл Менендес поступил в Принстонский университет и расстался со Стейси Фельдман. В школьном выпускном альбоме многие одноклассники Лайла Менендеса оставили ряд записей. Несколько из одноклассников и близких друзей Лайла того периода написали о том, что деньги для Лайла имели самое важное значение в жизни, по причине чего согласно их мнению он рано или поздно окажется в беде.
В этот период Хосе Менендес, после получения должности в кинокомпании, вместе с женой и Эриком Менендесом был вынужден покинуть штат Нью-Джерси и переехать на территорию штата Калифорния. Хосе купил роскошный особняк, стоимостью 950 000 долларов, расположенный на 14 акрах в городе Калабасас. В это время в качестве руководителя корпорации «LIVE», Менендес зарабатывал более 1 миллиона долларов в год. В 1987 году Лайл Менендес был обвинен в плагиате курсовой работы, которую он делал для курса психологии в Принстонском университете. На четырёхчасовом слушании перед дисциплинарным комитетом Лайлу не удалось доказать факт своей невиновности в плагиате. Он прочитал записку отца по этике, однако на этот раз упоминание имени Хосе Менендеса не спасло его и Лайл был отчислен из учебного заведения. Покинув университет, Лайл приехал в Калифорнию и попросил отца профинансировать длительную поездку по странам Европы, но Хосе ответил отказом, после Лайл отправился в поездку со своей невестой, профессиональной теннисисткой, которая была примерно на пять лет старше его. Он сопровождал её в трехмесячном теннисном туре по 12 городам и осматривал достопримечательности, зарабатывая немного денег, занимаясь ремонтом теннисных ракеток. Летом 1988 года Лайл и Эрик познакомились с компанией молодых людей, которые также как они имели богатых родителей и принадлежали к привилегированному классу общества. Летом 1988 года в престижных кварталах города и его пригородов произошла череда краж со взломом, в причастности к которым подозревали братьев и их новых друзей. Так как никто из этой группы не испытывал нужды в материальных средствах, во время расследования полицией города были отмечены моральный упадок американской молодёжи, детей представителей высшего класса общества и конфликты между поколениями, так как большинство из представителей группы подозреваемых выступали с критикой родительского стиля воспитания. В ходе расследования часть из украденного имущества была найдена в багажнике автомобиля Эрика Менендеса. Менендес дал показания против своих друзей и дело о кражах вскоре было закрыто. По словам родственников и знакомых семьи, Эрик Менендес избежал ареста и уголовного наказания при непосредственном участии своего отца, который нанял адвоката Джеральда Чалеффа и используя свои связи сумел урегулировать инцидент с жертвами преступления и полицией города. После этого инцидента отношения между Хосе и сыновьями ухудшились и между ними произошел конфликт. В качестве дисциплинарного наказания, Хосе Менендес определил Эрика в одну из некоммерческих организаций по работе с бездомными, где Эрик работал в свободное от учёбы в школе время на протяжении последующих нескольких месяцев. Вскоре после инцидента семья связалась с психологом из Беверли-Хиллз Леоном Джеромом Озиэлем, который на протяжении последующих нескольких лет стал личным психологом Эрика и Лайла Менендес и оказывал им психологическую помощь, ориентированную на преодоление проблем психологического характера.
В Калабасе Эрик Менендес посещал школу «Calabas High School», где его близким другом стал Крейг Чиньярелли, отец которого Дик Чиньярелли являлся одним из руководителей кинокомпании «Metro-Goldwyn-Mayer». По вечерам парни проводили много свободного времени на вершине одного из холмов, где размышляли о дальнейшей жизни. Согласно свидетельствам Чиньярелли, периодически они обсуждали и анализировали методы совершения идеальных преступлений, не будучи арестованными. Вскоре Менендес и Чиньярелли решили воплотить одну из своих идей в сценарий. Они написали 62-страничный сценарий под названием «Друзья», рассказывающий об эгоцентричном сыне богатых родителей по имени Гамильтон Кромвель, который узнал о том, что являлся единственным наследником материального состояния своих родителей, оцениваемого в 157 миллионов долларов, после чего совершил пять убийств, первыми жертвами которых стали его собственные родители.
Так как Эрик, в силу возраста, испытывая проблемы социальной приемлемости, продолжал находиться под влиянием своих новых знакомых, Хосе Менендес решил покинуть Калабас и в октябре 1988 года купил в престижном районе города Беверли-Хиллз особняк площадью 9000 квадратных футов, где в разные годы проживали певцы Майкл Джексон и Элтон Джон. В Беверли-Хиллз Эрик начал посещать престижную школу «Beverly Hills High School», а Лайл Менендес вернулся в Нью-Джерси, где восстановился в Принстонском университете и продолжил учёбу. В начале 1989 года невеста Лайла также поселилась в Принстоне, где нашла работу официантки в одном из ресторанов быстрого питания. Вскоре Лайл и его невеста познакомились с Донованом Джеем Гудро, который путешествовал по стране и проживал в съемной квартире недалеко от Принстонского университета. До середины мая того же года, Гудро стал одним из близких друзей Лайла. Согласно воспоминаниям Донована Гудро, Лайл часами мог говорить с ним о жизненной философии своего отца, ориентированной на достижения, и побуждал его запоминать целые отрывки из книги «Величайший торговец в мире», автором которой был Ог Мандино, один из любимых писателей Хосе Менендеса. Одним из любимых фильмов Лайла был фильм «Лицо со шрамом», согласно воспоминаниям Гудро, Лайл Менендес отождествлял своего отца с персонажем Аль Пачино, который с помощью своей целеустремленности добился жизненных успехов.
В конце апреля 1989 года Лайл охладел к учебному процессу и поссорился со своей невестой, после чего Гудро временно поселился в его комнате на территории общежития университета. Через несколько дней, Лайл предложил Доновану провести несколько недель в доме его семьи на территории Беверли-Хиллз, на что он ответил согласием. Согласно свидетельствам Гудро, ужин в доме семьи Менендес напоминал дебрифинг, во время которого Лайл и Хосе были вовлечены в обсуждение достоинств ракетной программы «Трайдент» и политики США в отношении государства Бангладеш. Гудро вспоминал, что отношения Лайла с его отцом были предельно осторожными. Братья старались не расстраивать отца, в случае если бы у Лайла и Эрика были серьёзные проблемы в школе или на спортивном поприще, они старались представить бы ситуацию в лучшем свете, с уже изложенным планом действий по решению проблем. Лайл рассматривал возможность перехода из Принстонского университета в Калифорнийский университет в Лос-Анджелесе, однако планы сына вызвали недовольство Хосе Менендеса. Через несколько дней Лайл пригласил Гудро в гольф-клуб «Беденс-Брук» и прокатил его на моторизованной тележке для гольфа по нескольким ухоженным полям, что было запрещено. Хосе Менендес был подвергнут дисциплинарному взысканию со стороны администрации клуба и его привилегии как члена гольф-клуба были приостановлены на год. Также недовольство Хосе вызвал образ жизни, который начал вести Лайл. В период с апреля по май 1989 года Лайл и Донован Гудро посетили несколько вечеринок в особняках друзей Лайла на территории Беверли-Хиллс, где Лайл познакомился и начал общаться с девушками из различных слоев общества, после чего отношения Хосе и Лайла стали ещё более напряженными.
В июне 1989 года Эрик Менендес окончил школу «Beverly Hills High School», поступил в Калифорнийский университет и начал участвовать в серии турниров «United States Tennis Assn.», где продемонстрировал резко возросший уровень мастерства. Эрик выиграл шесть матчей одного из турниров по грунтовым кортам в Луисвилле, (штат Кентукки). В этой поездке его сопровождал отец, который лично следил за физическим состоянием сына и его физической подготовкой. 5 августа того же года Эрик отправился на турнир «United States Tennis Assn.», который проходил в городе Каламазу, (штат Мичиган). На этом турнире он выступил неудачно, после чего прекратил участие в турнире, так как в сентябре собирался покинуть дом и переехать в общежитие Калифорнийского университета, где он планировал выступать за университетскую команду по теннису.

## Убийство Хосе и Китти Менендес
Хосе Менендес и его жена Китти были убиты в гостиной своего особняка вечером 20 августа 1989 года. Супруги проводили вечер на диване в гостиной дома за просмотром телевизора. Хосе Менендес был убит выстрелом в затылок, сделанным в упор, после чего преступники выстрелили в него ещё четыре раза. Китти Менендес после первых выстрелов совершила попытку сбежать из дома, но сумела отбежать всего лишь несколько метров от дивана, после чего преступники произвели в неё 10 выстрелов, четыре из которых пришлись ей в голову. В качестве орудия убийств были использованы два дробовика 12-го калибра. Прежде чем покинуть место преступления, убийцы собрали гильзы из луж крови на ковре и паркете, не оставив никаких изобличающих.
Незадолго до полуночи, в 23:47, Лайл Менендес позвонил в службу экстренной помощи по номеру 911 и сообщил об убийстве. Полиция прибыла к дому семьи Менендес через несколько минут. Лайл Менендес находился в доме, в то время как Эрик Менендес будучи в состоянии стресса испытал приступ истерики и был обнаружен полицией лежащим на лужайке перед домом. Во время допроса полицией братья заявили, что в день убийства они встали рано утром и до 12 часов дня провели время на теннисном корте. После обеда они решили покинуть дом и прокатиться по улицам города. Согласно их свидетельствам, они посетили кинотеатр, где посмотрели фильм «Бэтмен», а затем отправились на территорию города Санта-Моника, где посетили ежегодно проводимую там продовольственную ярмарку под названием «Вкус Лос-Анджелеса», где были представлены блюда из лучших ресторанов города. Находясь на ярмарке, они совершили несколько звонков друзьям и запланировали поздно вечером встретиться с одним из них в одном из ресторанов. Незадолго до полуночи, согласно свидетельствам Эрика, они решили заехать домой для того, чтобы взять с собой удостоверение личности, где они обнаружили тела своих убитых родителей. Сотрудники полиции из Беверли-Хиллз с целью подтвердить их алиби попросили братьев предъявить корешки от билетов из кинотеатра, но Лайл и Эрик заявили, что выбросили их после окончания киносеанса. Полицией были проверены аудиозаписи звонков телефонной компании, которая обслуживала телефоны-автоматы, расположенные в городе Санта-Моника. Содержание записей телефонных разговоров никогда не разглашалось общественности, но полиция впоследствии заявила, что нахождение Эрика и Лайла Менендесов в указанный ими период времени на территории города Санта-Моника было подтверждено, но их род деятельности и местонахождение непосредственно на момент совершения убийства остался неизвестен, и предоставить алиби они так и не смогли.
В ходе предварительного расследования полицией было установлено, что преступники беспрепятственно вошли на территорию дома, так как следов взлома с проникновением на территории особняка обнаружено не было. Несмотря на то, что алиби Эрика и Лайла Менендеса на момент совершения убийств подтвердить не удалось, полиция не стала проводить в отношении братьев криминалистическую экспертизу для обнаружения следов-продуктов выстрелов на их руках, лице и одежде с целью доказать их причастность к совершению убийств, вследствие чего в конечном итоге их вынуждены были отпустить домой.

## Расследование
По первоначальной версии следствия, Хосе Менендес и его жена были убиты в своем особняке способом, типичным для совершения казней в стиле американской мафии, а преступники являлись профессиональными наемными убийцами, так как на месте преступления не было обнаружено улик, а из дома не пропало ничего ценного. В качестве подозреваемых в организации убийства Менендеса попали несколько человек, которые занимали руководящие должности в компаниях «Live Entertainment» и «Live Entertainmen Inc. of Van Nuys», которые подозревались в связях с организованной преступностью и подозревались в нелегальной дистрибуции продукции порнографического характера. К такому выводу представители прокуратуры пришли после того, как 1 августа 1989 года в долине Сан-Фернандо при похожих обстоятельствах был убит 47-летний Теодор Снайдер, продюсер видеофильмов с «рейтингом X». Компания Снайдера, «Video Cassette Recordings Inc.», вела сотрудничество с фирмой, владельцем которой был человек, связанным следователями с одним из преступных кланов, действующих на Восточном побережье США.
В сентябре 1989 года в рамках расследования был допрошен актёр Сильвестр Сталлоне, который входил в совет директоров кинокомпании «Carolco Pictures» и фильмы которого стали главным коммерческим успехом кинокомпании. После допроса правоохранительные органы сообщили, что Сталлоне не был подозреваемым в убийствах и цель допроса сводилась к получению информации о его некоторых деловых контактах.
Незадолго до смерти, Хосе Менендес, будучи главой компании «Live Entertainment» приобрел компанию «Strawberries Records. Tapes & CDs», которая принадлежала Моррису Леви, руководителю звукозаписывающей компании из Нью-Йорка. В 1988 году Леви был признан виновным в вымогательстве денежных средств у дистрибутора звукозаписи на территории Филадельфии и был приговорен к 10 годам лишения свободы. Моррис Леви имел деловые контакты с Винсентом Гиганте, известным боссом преступного клана Дженовезе. ФБР подтвердила, что представители клана Дженовезе находились в состоянии конфликта с Хосе Менендесом.
Ещё одним подозреваемым являлся Ноэль Блум, бывший владелец компании «International Video Entertainment Inc.», которую у него выкупила кинокомпания «Carolco Pictures» при непосредственном участии Хосе Менендеса. В судебном споре, возникшем в связи с продажей «International Video Entertainment», Блум подал в суд на владельцев кинокомпании «Carolco Pictures», из-за условий, указанных в контракте покупки. Блум утверждал, что кинокомпания «Carolco Pictures» на основании условий контракта обязывалась выплатить непогашенный кредит, который будучи владельцем «International Video Entertainment Inc.» Блум не успел погасить одному из банков, однако после покупки компании, руководители «Carolco Pictures» эти условия не выполнили и денежная сумма кинокомпанией банку выплачена не была. В сентябре 1988 года Верховный суд Лос-Анджелеса вынес решение в пользу Блума. Согласно отчетам Генерального прокурора США, Блум являлся крупным распространителем нелегальной продукции порнографии в Лос-Анджелесе и также был связан с преступными мафиозными кланами, действовавшими на Восточном побережье США. Во время судебного процесса Хосе Менендес был вызван в суд в качестве свидетеля, но на судебном заседании он вел себя в высшей степени ненадлежащим образом, а Ричард Х. Флум, адвокат Ноэля Блума, охарактеризовал Хосе Менендеса как очень жесткого и высокомерного свидетеля.
Согласно отчетам Комиссии по ценным бумагам и биржам, в этот период Хосе Менендес застраховал свою жизнь на 15 миллионов долларов, а его трудовой договор с компанией «Live Entertainment» был продлен до 31 декабря 1991 года..
В конце 1989 года в число подозреваемых попали Лайл и Эрик Менендес. Согласно условиям завещания 1980 года, составленного их родителями, братья являлись единственными наследниками материального состояния, оцениваемого в 14 миллионов долларов. Ряд друзей и родственников Хосе Менендеса после его смерти заявили о том, что Хосе был обеспокоен тем, что его завещание 1980 года устарело в свете его растущего состояния, вследствие чего он составил новый документ в 1987 году, который хранился в его личном компьютере на втором этаже его особняка. Однако в ходе расследования было обнаружено, что файл, содержащий текст завещания был удален с жесткого диска компьютера и восстановлению не подлежал. Помимо материального состояния, братья Менендес унаследовали двухэтажный дом семьи в Беверли-Хиллз, стоимостью около 5 500 000 долларов, особняк в Калабасе, который оценивался примерно в 3 500 000 долларов, акции компании «LIVE Entertainment», которые оценивались на сумму около 5 миллионов долларов, различные произведения искусства и другое личное имущество. После смерти родителей Лайл и Эрик Менендес стали демонстрировать девиантное поведение, во время которого они не выражали скорби по убитым родителям и были замечены в ведении сибаритского образа жизни и чрезмерном расточительстве, что привлекло внимание полиции. Получив доступ к некоторым банковским счетам родителей, Лайл Менендес через несколько дней после убийства родителей отправился в фешенебельные районы Лос-Анджелеса за покупками, где купил большое количество разнообразной одежды, потратив несколько тысяч долларов, после чего вернулся в Принстон, по улицам которого передвигался на арендованном роскошном лимузине с телохранителем. Через несколько недель после смерти отца и матери Лайл купил несколько моделей часов «Rolex», автомобиль «Porsche Carrera» специальной серии стоимостью 64 000 долларов. В конечном счете, согласно итогам расследования Лайл Менендес потратил около 700 000 долларов на различные покупки в первые недели после убийства его родителей.
Через два месяца после убийств Эрик и Лайл Менендес пригласили журналистов в свой особняк на территории Беверли-Хиллз и устроили свое первое публичное интервью, во время которого обсудили ночь убийства и последующие события, а также поведали о том, что Лайл собирается заняться бизнесом, а Эрик планирует стать профессиональным теннисистом. В конце интервью Лайл Менендес заявил о том, что большинство жизненных уроков ему преподал его отец, и 21 год его жизни был похож на базовую подготовку к жизни во взрослом мире.
В конце 1989 года Лайл Менендес бросил учёбу в Принстонском университете и занялся попытками зарабатывания денег. Он связался с деловыми партнерами своего отца и большую часть тех дней посвящал деловым встречам с ними, обдумывая возможности для финансовых инвестиций. Лайл уговаривал своих друзей занять позиции в его деловых предприятиях. Согласно свидетельствам его друзей и знакомых того периода, в случае их отказа стать его компаньонами в деловых начинаниях, Лайл Менендес повторял фразу своего отца: «Люди, которые наиболее успешны, — это те, кто рискует». В начале 1990 года Лайл Менендес, заплатив 550 000 долларов, купил в Принстоне кафе под названием «Chuck’s Spring Street Cafe», которое являлось одним из его любимых заведений в Принстоне. После покупки кафе, Менендес занялся очередным бизнес-проектом, суть которого сводилась к организации сети магазинов по продаже куриных крылышек «Buffalo» по всей стране. Помимо этого, Лайл предпринял ряд попыток заняться промоутерской деятельностью, но на этом поприще он не достиг успехов, в конечном итоге потеряв несколько тысяч долларов из-за неудачной попытки раскрутить рок-концерт одной из групп. Его брат Эрик после убийства родителей покинул особняк в Беверли-Хиллз и арендовал для жилья роскошную квартиру в районе Лос-Анджелеса Марина дель Рей. Он отказался от планов учиться в Калифорнийском университете в Лос-Анджелесе и посвящал свои дни тому, чтобы привести себя в форму с целью пробиться в ряды профессиональных теннисистов.
В ходе расследования полиция опросила несколько друзей и знакомых братьев. Так, один из друзей Лайла Менендеса по имени Гленн Стивенс заявил полиции о том, что Лайл на вопрос о том, как он себя чувствует после убийства родителей, ответил примерно следующим образом: «Ну, я так долго ждал, чтобы оказаться в таком положении, так что все прошло легко». Согласно свидетельствам Стивенса, в сентябре 1989 года Лайл признался ему в том, что нанимал компьютерного специалиста с целью получить доступ к компьютерным файлам в компьютере его отца, и уничтожил файл с текстом нового завещания, согласно которому материальное состояние Хосе было поделено между многими его родственниками и родственниками жены и оставляло меньше материальных средств Лайлу и Эрику. В ходе разговора с Крейгом Чиньярелли, полиция узнала о существовании сценария под названием «Друзья», который он написал совместно с Эриком Менендесом об эгоцентричном сыне богатых родителей, который совершает пять убийств, начиная с убийств своих собственных родителей. Подозрения в адрес братьев усилились после того, как было установлено, что за два дня до убийства, 18 августа 1989 года, кто-то использовал водительские права друга Лайла Менендеса — Донована Гудро — для покупки двух дробовиков 12-го калибра в одном из магазинов спортивных товаров на территории города Сан-Диего. По версии следствия, это были дробовики, которые преступники использовали в качестве орудия убийств Хосе и Китти Менендес. Во время покупки оружия, покупатель заплатил наличными за два дробовика Mossberg 12-го калибра по 213.99 долларов за каждое орудие, после чего согласно закону штата заполнил федеральную форму покупки огнестрельного оружия, в которой указал информацию с водительских прав Донована Гудро, и адрес проживания в Сан-Диего, который впоследствии оказался вымышленным. Донован Гудро был разыскан и доставлен в полицейский участок, где был подвергнут допросу. Он заявил, что потерял свои водительские права весной 1989 года и в последний раз видел их за два дня до того, как его попросили выехать из комнаты Лайла в общежитии Принстонского университета, так как он не являлся студентом этого учебного заведения. Также Донован Гудро утверждал, что они с Лайлом Менендесом время от времени использовали удостоверения личности друг друга в Принстоне и практиковались в подделывании подписей друг друга. В этот период братья продолжали посещать психолога Леона Джерома Озиэля.

## Арест
В начале марта 1990 года психолог братьев Леон Джером Озиэль обратился в полицию и заявил о том, что Лайл и Эрик Менендес во время посещений сеансов психотерапии признались ему в убийстве своих собственных родителей. На основании этой информации Лайл Менендес был арестован днем 8 марта 1990 года на пороге дома в Беверли-Хиллз и доставлен в полицейский участок. В тот же день полиция выдала ордер на обыск офиса психолога Леона Озиэля с целью изъять аудиозаписи его сеансов с братьями Менендес. Адвокат Лайла Менендеса Джеральд Чалефф раскритиковал полицию Беверли-Хиллз и прокуратуру за выдачу ордера на конфискацию записей психотерапевта, так как это было нарушением закона штата Калифорния о недопущении разглашения сведений, составляющих врачебную тайну, в том числе после смерти человека, лицами, которым они стали известны при обучении, исполнении трудовых, должностных, служебных и иных обязанностей. Незадолго до ареста Лайла, один из его друзей также обратился в полицию и передал гильзу от дробовика, которую он якобы обнаружил в кармане пальто Лайла. Однако так как орудия убийства так и не были найдены, обнаруженная гильза являлась косвенным доказательством причастности Менендеса к убийству родителей и имела незначительную ценность для следствия.
Эрик Менендес в это время находился на территории Израиля, где принимал участие в турнире по теннису. Департамент полиции штата Калифорния связался с Министерством юстиции США, после чего запрос об аресте Эрика Менендеса и его экстрадиции был отправлен в Министерство юстиции Израиля. Узнав об аресте Лайла, Эрик бросил выступление на соревнованиях, собрал вещи и уехал в аэропорт на арендованной машине со своим тренером. Он сумел связаться с адвокатом брата и заявил, что добровольно сдастся органам правопорядка США после возвращения из Тель-Авива в Лос-Анджелес.
11 марта того же года Эрик Менендес сдался полиции в международном аэропорту Лос-Анджелеса в 1:10 утра. После краткой встречи со своим адвокатом Робертом Л. Шапиро в полицейском участке Беверли-Хилл, Эрик был доставлен в окружную тюрьму «Los Angeles County Men’s Central Jail», где уже находился Лайл. После ареста Эрика стало известно, что по пути в Лос-Анджелес он остановился на Восточном побережье США, где проживали его родственники, после совещания с которыми отправился в Лос-Анджелес в компании одного из них. Родственники братьев после их ареста сплотились вокруг них и с помощью СМИ заявили о том, что считают их не причастными к убийству Хосе и Китти Менендес.
Братьям были предъявлены обвинения в совершении убийств Хосе и Китти Менендес, но свою вину они не признали. После ареста Эрик Менендес нанял адвоката Лесли Абрамсон, которая вместе с адвокатом Лайла посоветовала братьям отказаться от дачи каких-либо признательных показаний, пока в суде не будет рассмотрен вопрос о правомерности конфискации аудиозаписей психотерапевта, так как это было нарушением закона штата Калифорния о недопущении разглашения сведений, составляющих врачебную тайну, что могло быть уголовно-процессуальной ошибкой и повлиять на вынесение окончательного вердикта о виновности братьев, после чего Верховный суд округа Лос-Анджелес назначил слушание по запросу на 4 апреля 1990 года.
В июне 1990 года Лайл Менендес был обвинен в попытке организации побега из окружной тюрьмы после того, как было обнаружено что несколько звеньев на его ножной цепи были почти перерезаны, когда с него снимали наручники для явки в здание суда. По словам официальных лиц, в ходе расследования в камерах братьев был проведен обыск, в результате которого был обнаружен эскиз здания с обозначением лестничных клеток, которое не удалось идентифицировать и шесть записок, написанных карандашом на желтых листках бумаги, в которых говорилось о «переезде из США в Европу». Лайл и Эрик Менендес отказались отвечать на вопросы следователей о возможности попытки совершения побега, после чего представитель департамента полиции Лос-Анджелеса заявил, что вопрос о том, как были перерезаны два звена в цепи Лайла Менендеса остался без ответа, но доказательств того, что Лайл или Эрик Менендес планировали побег — обнаружено не было.
7 августа 1990 года завершились слушания о правомерности конфискации аудиозаписей психотерапевта Леона Озиэля с братьями Менендес. Изучив аудиозаписи, судья Верховного суда округа Лос-Анджелес Джеймс Альбрахт заявил, что во время одного из сеансов Эрик и Лайл Менендес угрожали физической расправой Леону Озиэлю. Суд постановил, что такая угроза представляет собой исключение в законодательном акте штата Калифорния, согласно которому содержание бесед между психологами и пациентами является врачебной тайной и не допускается разглашению, после чего постановил, что данные аудиозаписи могут быть использованы стороной обвинения на предстоящем судебном процессе в качестве доказательства виновности братьев в совершении убийств.
Адвокаты братьев на данное судебное постановление подали апелляцию, апеллируя на том факте, что полиция узнала о существовании аудиозаписей, содержащих признательные показаний не от Леона Озиэля, а от неустановленных лиц, которые являлись либо друзьями психотерапевта, либо бывшими пациентами, которые каким-то образом узнали о содержании бесед Озиэля с братьями Менендес. По мнению адвокатов обвиняемых апелляционный суд должен был рассмотреть вопрос о том, имели ли эти неустановленные лица право раскрывать информацию и как они узнали об этом. В связи с этими обстоятельствами начало судебного процесса над братьями Менендес было отложено до весны 1991 года.
В марте 1991 года из-за конфликтов интересов, Лайл Менендес отказался от услуг Джеральда Чалеффа и нанял другого адвоката Джоэлла Исааксона, после того как Второй окружной апелляционный суд рассмотрел их апелляцию и отклонил её. В этот же период прокуратура заявила, что непосредственными уликами станут три аудиокассеты, состоящие из заметок, продиктованных Леоном Озиэлем после сеансов терапии с братьями 31 октября, 2 ноября и 28 ноября 1989 года, а Леон Озиэль выразил желание сотрудничать со следствием и стать ключевым свидетелем обвинения на предстоящем судебном процессе. Психотерапевт заявил, что Эрик Менендес признался ему в совершении убийств отца и матери 31 октября 1989 года во время сеанса психотерапии. Он заявил что Эрик подробно рассказал ему о планировании совершения преступления и о его истинных мотивах. По словам Озиэля, 2 ноября 1989 года оба брата обсудили мотивы совершения преступления. Согласно его показаниям, братья Менендес совершили убийства не из корыстных побуждений, а из-за личной неприязни по отношению к своему отцу, которая стала следствием его авторитарного стиля воспитания, по причине чего братья желали обрести психологическую свободу и освободиться от его тотального родительского контроля. Хосе Менендес, по мнению братьев демонстрировал неадекватность в своих требованиях по придерживанию определённых социальных ценностей. Также Озиэль утверждал, что Эрик Менендес будучи с ним наедине, выражал страх перед своим братом и раскаяние в убийствах.
Адвокаты братьев подали апелляцию в Верховный суд штата Калифорния, тем самым снова отложив дату начала судебного процесса. Из-за юридических противоречий Верховный суд штата Калифорния вынес свое постановление лишь в сентябре 1992 года. Суд постановил, что прокуратура не может использовать в качестве доказательства две аудиокасеты с аудиозаписями, сделанные психотерапевтом. Одна из аудиокассет содержала разговорные записи Леона Озиэля, а другая представляла собой настоящий сеанс психотерапии, на котором братья якобы признались в убийстве своих родителей.
В начале декабря 1992 года начался процесс отбора членов жюри присяжных заседателей. 29 декабря того же года начались предварительные судебные слушания, на которых Лайлу и Эрику Менендесу официально были предъявлены обвинения. Братья не признали себя виновными ни по одному из пунктов обвинения, после чего суд назначил дату открытия судебного процесса на март 1993 года.

## Суд
Судебный процесс открылся 14 июня 1993 года. С самого начала общественность проявила небывалый интерес к суду над братьями, благодаря чему жители региона, желающие попасть на судебное заседание в качестве зрителей выстраивались в очередь перед зданием суда ещё до рассвета. Представители прокуратуры заявили о том, что в случае осуждения братьев, будут добиваться для них уголовного наказания в виде смертной казни. В зал суда не были допущены фотокорреспонденты и телекамеры. На одном из первых судебных заседаний, защита братьев Менендес неожиданно объявила о том, что вопреки первоначальным заявлениям о невиновности, Лайл и Эрик Менендес признают свою вину в совершении убийств родителей и стратегия действий их адвокатов будет заключаться в том, чтобы суд признал виновными в совершении непредумышленных убийств, так как братья на протяжении многих лет подвергались психологическому, физическому и сексуализированному насилию со стороны родителей и совершили убийство в целях самообороны, о чём они готовы были рассказать в суде в качестве признательных показаний.
20 июля 1993 года, на одном из судебных заседаний адвокаты братьев повторили версию о том, что братья убили своих родителей после того, как в течение многих лет подвергались издевательствам и предоставили показания братьев. Эрик и Лайл Менендес утверждали, что убийство произошло после того, как они пригрозили родителям о разоблачении истинного положения в их семье, на что Хосе Менендес в свою очередь пригрозил сыновьям убийством. Также согласно показаниям Эрика и Лайла Менендес, их мать Китти на протяжении жизни увлекалась алкогольными напитками и наркотическими веществами, вследствие чего на протяжении многих лет демонстрировала признаки психического расстройства, паранойи и суицидальную идеацию, вызывая тем самым психологический дискомфорт у её сыновей. Согласно свидетельствам братьев и их адвокатов, она пыталась совершить самоубийство в 1987 году. Адвокат Эрика Менендес Лесли Абрамсон утверждала, что Хосе Менендес подвергал сексуализированным домогательствам Эрика в течение 12 лет, с 1976 по 1988 год, а Лайла в течение 2 лет, с 1974 по 1976 год. По словам адвокатов, в качестве наказания Китти Менендес приказывала Лайлу залезать под кровать и находиться там продолжительное время в окружении помета, оставленного домашним хорьком. В другом случае, по вине Лайла, Китти порезалась в кухне и в качестве наказания размазала свою кровь по лицу сына и заставила его сидеть в таком виде на всем протяжении ужина. Согласно свидетельствам братьев, за пять дней до убийства между родителями и сыновьями произошла очередная ссора, после которой Эрик Менендес рассказал брату о растлении, после чего они пригрозили отцу разоблачением. По словам Лесли Абрамсон, в течение следующих трех дней Лайл и Эрик Менендес жили в тяжелой психологической атмосфере и испытывали страх от того, что их родители скорее убьют их, чем позволят публично раскрыть историю сексуализированных домогательств. Согласно свидетельствам адвокатов обоих братьев, они поехали в Сан-Диего, где используя удостоверение личности Донована Гудро купили дробовики. Непосредственно перед совершением убийства между братьями и родителями произошла ещё одна ссора, в ходе которой братья вынуждены были в целях самообороны убить отца и мать, после чего в состоянии паники придумали себе алиби и стали дожидаться приезда полиции. Отменив предыдущее свое решение, судья разрешил, чтобы заседание было записано телекамерами и допустил в зале суда присутствие фотокорреспондентов. 25-летний Лайл Менендес на протяжении всего судебного заседания не проявлял никаких эмоций, в то время как Эрик Менендес при упоминании имен отца и матери несколько раз потерял самообладание и разрыдался.
Прокуратура на судебном процессе пыталась доказать, что братья Менендес совершили жестокие убийства исходя из корыстных побуждений и никаким видам насилия и домогательств никогда не подвергались. В качестве свидетеля обвинения на суде выступил Перри Берман, который в середине 1980-х был нанят Хосе Менендесом в качестве персонального тренера по теннису для Эрика Менендеса. С помощью Бермана прокуратура пыталась доказать, что братья спланировали свое алиби задолго до совершения убийств, что в свою очередь доказывало совершение убийства не как факт самообороны. Берман заявил, что Лайл Менендес позвонил ему 20 августа 1989 года в первой половине дня и заявил, что они с Эриком собираются посмотреть фильм в кинотеатре, после чего назначили ему встречу вечером на продовольственной ярмарке «Вкус Лос-Анджелеса» в Санта-Монике, где по словам Бермана ни Лайл ни Эрик так и не появились. Берман утверждал, что покинул территорию продовольственной ярмарки вечером примерно в 22:15. Он настаивал, что примерно через час ему позвонил Лайл Менендес с телефона-автомата, находящегося на территории продовольственной ярмарки и попросил его о встрече, которую он назначил в одном из ресторанов Беверли-Хиллз, где братья снова не появились. По словам Бермана, во время телефонного звонка из Санта-Моники Лайл Менендес казался немного нервным и встревоженным.
Также в качестве свидетелей обвинения на суде выступили друг Лайла — Гленн Стивенс и его телохранитель Ричард Венскоски, которого Лайл нанял через несколько дней после убийства родителей. И Стивенс и Венскоски рассказали суду, что Лайл после смерти родителей вел крайне расточительный образ жизни и искал специалиста по техническому обслуживанию и ремонту персональных компьютеров, чтобы найти данные в персональном компьютере своего отца, содержащие его завещание, что свидетельствовало о корыстных мотивах убийств.
31 июля того же года на суде выступил в качестве свидетеля обвинения психотерапевт Леон Озиэль, который дал показания против братьев и подтвердил официальную версию обвинения, заявив что Лайл и Эрик Менендес на сеансах психотерапии признались ему в том, что совершили убийства родителей из корыстных побуждений.
Создавая основу для защиты, адвокаты в качестве свидетелей защиты вызвали 32 человека, среди которых были родственники, соседи, а также бывшие учителя и тренеры Лайла и Эрика Менендес, давших показания о жестоком обращении со стороны родителей подсудимых. Сестра Хосе Менендеса, Кэтлин Саймонтон, дочь сестры Китти Менендес и двоюродный брат Лайла и Эрика по имени Брайан Андерсен свидетельствовали о том, что родители братьев демонстрировали жестокость, подвергали детей телесным наказаниям и часто дрались друг с другом. По словам Андерсена, Хосе Менендес также в качестве дисциплинарного наказания запирал братьев в их комнатах, где они могли находиться по несколько часов в день, а мать страдала психическим расстройством и испытывала приступы ярости, высвобождая затем свой гнев за разбитием посуды в доме. Брайан Андерсен пояснил, что жил с семьей Менендес в течение трех лет в 1970-х годах, однако ни он, ни другие свидетели так и не смогли вспомнить хотя бы один эпизод сексуализированного насилия, которому подвергались Лайл или Эрик. Последним свидетелем защиты был Питер Кано, который заявил что стал свидетелем того, как в 1973-м году Лайл Менендес был избит отцом. Большая часть показаний свидетелей защиты не была принята к сведению и была признана неуместными, поскольку судья Стэнли М. Вайсберг принял решение, что эти показания не имеют отношения к делу и являют собой унылое перечисление недостатков характера убитых родителей, после чего предупредил адвокатов братьев, чтобы они сосредоточили свое внимание на поисках доказательств, которые смогли бы оправдать братьев в совершении убийств.
11 сентября 1993 года в суде дал показания Лайл Менендес. Он поведал суду о том, что начиная с шестилетнего возраста на протяжении двух лет подвергался сексуализированному насилию со стороны отца. Согласно его показаниям, позже Хосе Менендес начал домогаться и подвергать сексуализированному насилию Эрика, угрожая при этом им физической расправой в случае разоблачения. Лайл заявил, что в раннем детстве его отец фотографировал его гениталии и гениталии его брата, показывал им порнографические фильмы и рассказывал им истории о гомосексуальных связях между греческими солдатами, отправляющимися в бой. Менендес утверждал, что отец стал испытывать половое влечение по отношению к ним после того, как начал делать им массаж после занятий спортом, который затем перерос в сексуализированные домогательства. Лайл утверждал, что отец заставлял его заниматься оральным сексом с ним, после чего насиловал его. Адвокат Лайла — Джилл Лансинг показала суду фотографии обнаженного Лайла, сделанные Хосе Менендесом по версии защиты в 1970-х, когда он был мальчиком, подтверждая его показания о сексуальном интересе отца по отношению к нему. Также Лайл утверждал, что его мать приглашала его в свою постель, где позволяла и вынуждала его прикасаться к её половым органам.
Согласно положениям уголовного кодекса, для того чтобы суд признал действия братьев самообороной, братья Менендес и их адвокаты должны были доказать, что непосредственно перед убийством их жизни угрожала непосредственная опасность. Но Лайл Менендес по мнению судьи, во время дачи показаний не сумел указать явную угрозу, которая исходила бы со стороны любого из родителей. 18 сентября 1993 года Лайл Менендес рассказал о том, как развивались события перед совершением убийств. По его словам, 15 августа между ним и его матерью произошла ссора, в ходе которой Китти Менендес сорвала с него парик, который Лайл носил с 1987 года из-за преждевременного облысения головы. Это событие согласно показаниям Лайла привело его в крайнее смущение, после чего он заплакал. В тот же вечер, по утверждению Лайла, Эрик, пришедший в комнату, впервые увидел его лысеющую голову. Он утверждал, что Эрик, узнав о секрете своего брата, поделился с ним своими проблемами, суть одной из которых заключалась в том, что отец продолжает подвергать его сексуализированному насилию, после чего Лайл вступил в конфликт с отцом, потребовал прекратить сексуализированные домогательства и начал угрожать ему разоблачением. Согласно свидетельствам братьев, Хосе Менендес ответил: «Мы все делаем выбор в нашей жизни. Эрик сделал свой. Ты сделал свой», после чего прекратил дальнейшее общение с сыновьями. Лайл заявил, что он оценил слова отца как непосредственную угрозу, вследствие чего на протяжении последующих дней он с братом планировал совершение побега из страны или обратиться в полицию, но впоследствии они якобы отказались от этой идеи из-за высокого социального положения, которое занимал Хосе Менендес в обществе. Менендес подтвердил, что он и Эрик Менендес купили оружие для самообороны в Сан-Диего используя для этого водительские права Донована Гудро. 19 августа 1989 года за день до убийства, братья отправились с отцом на рыбалку, где согласно признанию Лайла, он и Эрик опасались того, что отец сбросит их в воду, где их могли съесть акулы. Согласно свидетельствам Лайла, когда все они вернулись домой поздно вечером в тот же день, их мать сказала Эрику примерно следующее: «Если бы он держал рот на замке, в этой семье все могло бы наладиться».
На суде Лайл Менендес заявил, что они расценили это заявление матери как угрозу их дальнейшему пребыванию в доме и сохранению их жизней в целом. Лайл Менендес утверждал, что в день убийства между ним и его отцом произошел разговор, во время которого Лайл завел речь о предстоящем теннисном турнире, на что Хосе Менендес якобы ответил: «Какое это имеет значение?».
Это заявление отца, по мнению Лайла Менендеса подогрело его подозрения на счет того, что отец планирует их убить в тот же день. Непосредственно перед совершением убийств родителей, Лайл и Эрик вернулись после поездки домой, где Хосе Менендес отвел жену в гостиную и приказал Эрику остаться на заднем дворе дома, а Лайлу подняться на второй этаж и отправиться к себе в комнату. Согласно показаниям Лайла, в тот момент он решил что они будут убиты, после чего, дождавшись того, как родители скрылись в гостиной, они вернулись к машине, вооружились дробовиками и вернулись в дом, после чего ворвались в гостиную и застрелили родителей.
Лайл подтвердил факт того, что их мать Китти после первых выстрелов была жива и находилась в сознании, что вынудило его и Эрика вернуться к машине за боеприпасами. Вернувшись в дом, они застрелили свою мать. После совершения убийств, братья подобрали пустые гильзы и поехали на улицу Малхолланд-Драйв, где избавились от орудий убийств, гильз и окровавленной одежды. Также Лайл утверждал, что для того чтобы обеспечить себе алиби, после совершения убийств они покинули дом и отправились на продовольственную ярмарку «Вкус Лос-Анджелеса» в Санта-Монике в поисках Перри Бермана, после чего совершили ему звонок, договорились о встрече и поехали домой, где вскоре Лайл Менендес позвонил в службу спасения и сообщил об обнаружении убитых родителей.
После девяти дней дачи свидетельских показаний, включая три с половиной дня перекрестного допроса заместителем окружного прокурора Памелой Бозанич, Лайл Менендес выглядел истощенным и его уверенное поведение во время судебного процесса изменилось. Ссылаясь на провалы в памяти и усталость он начал давать противоречивые показания, когда Памела Бозанич предъявила ему доказательства, которые, согласно версии обвинения, доказывали, что братья убили родителей исходя из корыстных побуждений. В конечном итоге Лайл не смог доказать факт угрозы, которая исходила от родителей непосредственно перед совершением их убийств. Так на одном из судебных заседаний, сторона обвинения показала Лайлу Менендесу фотографию стола гостиной, сделанную после убийств, который находился возле дивана, на котором были убиты Хосе и Китти Менендес. Среди предметов, находящихся на кофейном столике были стакан с жидкостью, контейнер с ложкой и белым веществом, кассета с записью песен Майкла Джексона, пачка сигарет, зажигалка и бумаги из Калифорнийского университета в Лос-Анджелесе, куда Эрик Менендес должен был отправиться учиться через несколько недель. Лайл Менендес не смог объяснить суду и членам жюри присяжных заседателей — какой из предметов, находящихся на столе угрожал его жизни и жизни его брата.
После Лайла, в суде выступил его брат. Эрик Менендес подтвердил показания брата и заявил, что подвергался сексуализированному насилию в течение 12 лет. Во время дачи показаний, Менендес в очередной раз потерял самообладание и разрыдался, а на вопросы своего адвоката и представителей обвинения отвечал сбивчивым и тихим голосом. Он заявил суду что испытывает проблемы со здоровьем, так как с момента ареста ему удалось побыть на солнце примерно 10 раз. Он не признал корыстный мотив совершения убийств и напомнил присяжным заседателям, что добровольно сдался полиции, вернувшись в США с теннисного турнира в Израиле, после того, как в марте 1990 года узнал, что его брат был арестован. Согласно его свидетельствам, сексуализированное и физическое насилия началось осенью 1976 года и продлились до 1989 года. Последний инцидент согласно свидетельствам Эрика, произошел в мае 1989 года. Менендес утверждал, что позволял отцу насиловать себя так как испытывал страх по отношению к нему из-за угроз убийств и боялся негативной общественной реакции в случае разоблачения отца и массовой огласки этого дела в обществе. По словам Эрика, единственную попытку сопротивления он предпринял в 1988 году, но Хосе Менендес подавил его сопротивление, бросил его на кровать и совершил его изнасилование под угрозой ножа, который согласно утверждению Эрика, являлся ножом, который использовал Сильвестр Сталлоне на съемках серии фильмов «Рэмбо».
Заседания судебного процесса над братьями были записаны телекамерами, а право на телетрансляции приобрел канал кабельного телевидения «Court TV», в результате чего судебный процесс привлек внимание общенациональной аудитории, а Лайл и Эрик Менендес получили общенациональную известность. В этот период окружная прокуратура округа Лос-Анджелес получала более 50 звонков в день от жителей Лос-Анджелеса, которые предлагали советы, которые, по их мнению способствовали бы осуждению обвиняемых. Лайл и Эрик Менендес, в свою очередь, в этот период получали несколько десятков писем в день от поклонниц, объясняющихся в симпатии и любви, и от других сочувствующих им жителей города, выражающих им психологическую поддержку и желающих рассказать им свои собственные истории, связанные с проявлением насилия в семьях. Освещение судебного процесса в свою очередь способствовало популяризации кабельного канала «Court TV».
В конце октября 1993 года адвокаты братьев пытаясь доказать отсутствие корыстных мотивов совершения убийств, вызвали в суд в качестве свидетеля защиты Карлоса Баральта, шурина Хосе Мененедеса и душеприказчика его имущества. Баральт заявил в суде, что Хосе Менендес признался ему незадолго до своей смерти, что планировал вычеркнуть из своего завещания и лишить наследства сыновей, которых он также поставил об этом факте в известность. Позже на том же судебном заседании братья Менендес начали утверждать, что знали о том, что их имена отсутствовали в завещании, тем самым пытаясь убедить суд и членов жюри присяжных заседателей в том, что они не могли получить финансовую выгоду, убивая своих родителей, однако их утверждения суд признал неубедительными, так как в начале судебного процесса ни один из обвиняемых братьев не заявил ничего подобного.
В ноябре после того как в суде были заслушаны показания свидетелей защиты и обвинения, суд постановил что на последующих заседаниях будут заслушаны аудиозаписи, сделанные 11 декабря 1989 года во время сеанса психотерапии психологом Леоном Озиэлем, во время которой Лайл и Эрик Менендес признались в совершении убийств родителей, что вызвало протест со стороны адвокатов братьев, так как адвокат Эрика Менендеса Лесли Абрамсон вынужденно признала, что аудиозапись может кардинально повлиять на окончательный вердикт членов присяжных заседателей, так как братья настаивали на том, что убили своих родителей будучи в страхе после многих лет сексуализированного насилия, но на аудиопленке они в беседах с психологом никогда не упоминали о случаях сексуализированных домогательств, имевших случаи в их семье.
Аудиозапись разговора братьев Менендес с Леоном Озиэлем была прослушана в суде 12 ноября 1993 года. На аудиопленке Лайл Менендес в ходе разговора с Озиэлем настаивал, что убийства были спланированы и они с братом чувствовали гордость. На пленке не было упоминаний ни о насилии, ни о чувстве страха перед родителями, и в то же время отсутствовали упоминания о корыстных мотивах преступления. После прослушивания аудиозаписи судья Стэнли Вайсберг заявил, что на аудиозаписи присутствует фрагмент, который можно интерпретировать в поддержку любой версии убийства. На аудиопленке, Эрик Менендес выражал любовь по отношению к родителям и в ходе сеанса психотерапии не смог дать рационального объяснения своего поступка, после чего потерял самообладание и разрыдался, в то время как Лайл Менендес упоминал на записи, что его мать большую часть жизни в браке находилась в состоянии депрессии и имела склонность к совершению самоубийства, вследствие чего Лайл оценивал убийство своей матери как сделанное ей «одолжение» после предпринятых ею ранее неудачных попыток самоубийства. После того как содержание аудиопленки стало известно общественности, один из свидетелей обвинения, Джудалон Смит изменила свои первоначальные показания данные ею ранее под присягой. Женщина состояла в интимной связи с Леоном Озиэлем и ранее утверждала о том, что доктор Озиэль признавался ей в том, что братья Менендес задолго до ареста признались ему в совершении убийств родителей и угрожали ему. Джудалон Смит в середине ноября заявила суду, что не слышала ничего подобного, а сам Леон Озиэль оказывал давление на братьев Менендес. Это событие в ходе судебного процесса поставила сторону обвинения в странное положение и позволило адвокатам Лайла и Эрика Менендес потенциальный толчок в их усилиях по дискредитации доктора Озиэля, главного свидетеля обвинения. В этот период Джудалон Смит подала два судебных иска против Леона Озиэля, обвиняя его в совершении изнасилования и принуждении принимать психотропные лекарства, вследствие чего она имела проблемы с самоконтролем. Прокуратура в свою очередь настаивала на том, чтобы признать показания женщины неубедительными и предположила что изменение первоначальных показаний было сделано из чувства мести по отношению к психотерапевту, так как Леон Озиэль вскоре после ареста братьев прекратил отношения с Джудалон Смит.
В начале декабря 1993 года в суде были заслушаны заключительные аргументы обвинения и защиты. Адвокаты Лайла Менендеса настаивали на том, чтобы жюри присяжных заседателей признали Эрика и Лайла виновными в непреднамеренном убийстве или убийстве второй степени, что позволило бы им получить менее строгое уголовное наказание, но в то же время подтвердили, что защита не обладает никакими доказательствами отсутствия корыстных мотивов совершения убийств. Во время выступления адвокатов, Лайл Менендес признал тот факт, что на протяжении судебного процесса дал ряд противоречивых свидетельств и ложные показания и подтвердил тот факт, что предлагал взятку своей бывшей девушке Джейми Писарчик в обмен на ложные показания о том, что Хосе Менендес совершал попытки сексуализированных домогательств по отношению к ней. Адвокат Эрика, Лесли Абрамсон утверждала, что Эрик Менендес, которого всю жизнь избивали и терроризировали как морально, так и физически, не может соответствовать холодным стандартам ответственности правовой системы, которая отстает от социальных и психологических теорий поведения.
21 декабря 1993 года началось обсуждение присяжными заседателями степени вины Лайла и Эрика Менендесов. Члены жюри не пришли к единогласному мнению после семидневного обсуждения, после чего председатель жюри попросил суд о предоставлении им ещё одной недели на обсуждение поставленных перед ними вопросов и задач.
В начале января 1994 года присяжным заседателям были зачитаны показания Эрика Менендеса о его сексуальной ориентации. Споры о сексуальной ориентации Эрика Менендеса возникли в конце судебного разбирательства, так как представители прокуратуры предположили, что это также могло послужить мотивом для убийства. Эрик Менендес признал, что в определённый жизненный период был действительно сбит с толку своею сексуальной ориентацией, вследствие чего у него по этой причине возник конфликт с родителями, во время которого его отец согласно его показаниям называл его гомосексуалистом, а мать дала ему срок для того чтобы он нашел себе девушку с целью доказать свою гетеросексуальность.
10 января 1994 года присяжные заседатели объявили в суде, что после трех недель дискуссий и дебатов они зашли в тупик и не намечается никакого прогресса в достижении согласия ни по одному из пунктов обвинения. Присяжные не указали, как разделились их мнения по какому-либо обвинению. Судья Стэнли М. Вайсберг дал возможность присяжным заседателям продолжить обсуждение, не установив при этом крайний срок.
Через несколько дней, после 21 дня обсуждений, Стэнли Вайсберг постановил, что так как присяжные не пришли к единогласным вердиктам, в ходе судебного разбирательства суд не исследовал и не оценил доводы и доказательства защиты и обвинения, после чего объявил о том что в отношении братьев Менендес состоится новое судебное разбирательство, завершив тем самым 1-й судебный процесс.
Адвокаты братьев в свою очередь заявили, что их подзащитные не получат справедливого судебного разбирательства из-за интенсивной огласки дела в обществе, так как за 4 года после ареста Лайла и Эрика, об этом уголовном деле было написано множество статей в различных газетах, снято несколько документальных фильмов и был написан ряд книг, в которых братья Менендес изображались в нелицеприятном свете. По мнению адвокатов, эффект гласности привёл к социальным предрассудкам в обществе, после чего многие жители штата Калифорния, среди которых есть потенциальные присяжные заседатели считают братьев виновными в совершении убийств из-за корыстных побуждений.
В середине февраля 1994 года прокуратура обратилась к судье Стэнли Вайсбергу с ходатайством о переносе повторного судебного разбирательства дела братьев Менендес из зала суда в Ван-Найс в зал суда, расположенный в Даунтауне Лос-Анджелеса, мотивировав свое ходатайство тем обстоятельством, что здание суда в Ван-Найсе сильно пострадало от землетрясения, которое произошло 17 января того же года, в ходе которого было повреждено несколько этажей здания и многоуровневая парковка. Впоследствии представители прокуратуры и защиты заявили о том, что исход повторного судебного разбирательства может зависеть от места проведения судебного процесса и от мест проживания присяжных заседателей так как в Даунтауне Лос-Анджелеса менее сочувствовали эмоциональным заявлениям братьев о жестоком обращении со стороны их отца, чем в районах долины Сан-Фернандо, и гораздо менее сочувствовали, чем жители, проживающие в фешенебельных районах Лос-Анджелеса.
В начале апреля адвокат Эрика Менендеса Лесли Абрамсон обратилась к жителям Лос-Анджелеса с просьбой об оказании братьям благотворительной материальной помощи с целью оплаты услуг адвокатов. Абрамсон обосновала свою просьбу тем, что у братьев Менендес закончились деньги, а от материального состояния их отца, которое первоначально оценивалось в сумму более 14 миллионов долларов, по состоянию на апрель 1994 года осталось 651 948 долларов наличными, дом в Калабасасе, квартира на территории штата Нью-Джерси и ряд других предметов, имеющих различную материальную ценность. Согласно опубликованным юридическим документам, начиная с 1989 года, из материальных средств, причитающихся братьям Менендес в качестве наследства, уже было потрачено около 10 800 000 долларов, 3 906 280 долларов из которых было уплачено в виде налогов на наследство, 740 000 долларов в качестве гонорара адвокатам Лайла Менендеса, 755 000 в качестве гонорара Лесли Абрамсон. Около 2 743 219 долларов и 1 404 007 долларов были потрачены на ипотечные взносы и содержание домов в Беверли-Хиллз и в Калабасасе. В 1991 году с разрешения банка душеприказчикам братьев Менендес удалось продать дом в Беверли-Хиллз, однако среди покупателей жилья и агентов по недвижимости было широко распространено мнение, что у этого дома плохая карма, вследствие чего дом был продан за 3 607 975 долларов при первоначальной заявленной стоимости в 4 800 000 долларов. По словам адвокатов братьев, та часть денег, что осталась после выплаты ипотеки за дом и других расходов пошла непосредственно в налоговую службу. 330 000 акций компании «Live Entertainment» братья Менендес продали с убытком в размере 530 981 долларов, так как цена на акции упала после убийства Хосе Менендеса. Так как проценты по ипотечным взносам за дом в Калабасасе составляли около 146 000 долларов в год, по состоянию на 1994 год непогашенные долги оценивались в размере 1 464 000 долларов, братья Менендес с согласия банка выставили его на продажу за 1 900 000 долларов, по оценочной стоимости 1990 года — 2 650 000 долларов, таким образом терпя колоссальные материальные убытки.
В конце июля было объявлено, что дата начала нового судебного разбирательства перенесена на неопределенный срок из-за споров о том, какая часть показаний братьев будет представлена на повторном судебном процессе. В связи с различными обстоятельствами, выбор членов жюри присяжных заседателей начался только лишь в августе 1995 года.
В октябре 1995 года судья Стэнли Вайсберг заявил, что на основании ходатайства адвокатов Лайла Менендеса повторный судебный процесс пройдет без доступа телекамер, журналистов и фотокорресподентов в целях защиты прав сторон, достоинства суда и обеспечения надлежащего ведения судебного разбирательства. Прокуратура и различные новостные агентства выступили против ходатайства адвоката Лайла Менендеса, в то время как адвокаты Эрика Менендеса не заняли никакой позиции по поводу постановленного запрета.
Второй судебный процесс открылся 11 октября 1995 года
На одном из судебных заседаний пытаясь подорвать доверие к защите братьев Менендес, прокуратура представила суду фрагменты письма из тюрьмы, которое Лайл Менендес якобы адресовал потенциальному свидетелю защиты с целью дать в суде ложные показания о том, что братья просили пистолет в целях самозащиты от своего отца из-за его агрессивного поведения. Письмо было обнаружено во время обыска тюремной камеры Лайла Менендеса и было адресовано Амиру Эсламинии, однокласснику Эрика Менендеса в школе «Beverly Hills High School», который вошел в число близких друзей братьев после убийства их родителей. Эсламиния, чей собственный отец был убит в 1984 году, появился в суде и рассказал присяжным заседателям, что после ареста братьев часто навещал их в тюрьме, после чего Лайл предложил ему давать показания, которые будут полезны для его защиты. В письме Лайл Менендес якобы давал Эсламинии подробные инструкции на счет его действий непосредственно перед днем совершения убийства Хосе и Китти Менендес, когда якобы братья находились в подавленном состоянии, говорили о надвигающейся на них опасности и просили о помощи, что согласно версии защиты братьев противоречило о корыстном мотиве совершения убийств.
1 ноября 1995 года в качестве свидетеля обвинения выступила Джейми Писарчик, бывшая невеста Лайла Менендеса. На первом судебном процессе Писарчик давала показания о том, что Лайл первоначально настаивал на том, что убийство его родителей было совершено по заказу представителей американской мафии, но впоследствии признался в том, что убийство было совершено им и его братом. На втором судебном процессе Писарчик настаивала на том, что Лайл методом подкупа пытался также вынудить её ложные показания. Согласно её свидетельствам, она разорвала отношения с Лайлом после его ареста, но вскоре в связи с различными обстоятельствами возобновила их и была сторонницей его невиновности, пока в декабре 1990 года Лайл предложил ей крупную сумму денег в обмен на показания о том, что якобы Хосе Менендес подвергал её сексуализированным домогательствам, но она ответила отказом.
6 ноября началась заключительная фаза обвинения на повторном судебном процессе, в ходе которой присяжным заседателям были показаны десятки фотографий расстрелянных тел Хосе и Китти Менендес. В качестве свидетеля обвинения был вызван патологоанатом, проводивший вскрытие тел жертв, который заявил на суде что братья стреляли Хосе Менендес сзади в затылочную часть головы, а затем произвели несколько выстрелов ему в ноги, чтобы по версии обвинения предположить причастность к совершению убийства членов организованной преступности, тем самым отведя от себя самих подозрения. Патологоанатом свидетельствовал, что Хосе Менендес сидел на диване, когда смертельный выстрел был произведен в упор в затылок. Используя деревянные манекены, проткнутые металлическими прутками, чтобы продемонстрировать свои выводы об углах выстрелов из дробовиков, патологоанатом показал, что в область грудных клеток и животов убитые не получили ни одного выстрела, что противоречило версии защиты братьев о том, что братья будучи в состоянии аффекта и паники в целях самозащиты вели хаотичный огонь из дробовиков в своих родителей.
В декабре того же года Эрик Менендес выступая на суде в течение нескольких дней начал давать показания. Он повторил свои первоначальные показания о том, что на протяжении 12 лет подвергался сексуализированным домогательствам со стороны своего отца и подвергался другим различным издевательствам. Его адвокаты предоставили доказательства того, что мать братьев знала о сексуализированном насилии Хосе Менендеса, а также следила за совершением и проступков и заставляла их составлять списки, которые потом представлялись Хосе Менендесу, который согласно показаниям Эрика впоследствии подвергал их телесным наказаниям с помощью брючного ремня. Один такой список, зачитанный в суде, включал такие предполагаемые проступки, как отказ от еды тунца и шпината и не надевание пижамы перед сном.
Эрик Менендес описывая несколько дней, предшествующих дню, когда были убиты его родители, повторил показания своего брата Лайла, данные им на первом судебном процессе, согласно которым вечером 19 августа 1989 года между ними и Хосе произошла очередная ссора, после которой братья осознали, что отец хочет их убить. Эрик Менендес заявил, что решение убить родителей принимал непосредственно Лайл, после чего Эрик будучи под влиянием брата поддержал его решение и вынужден был помогать брату в совершении убийств своих родителей. Эрик утверждал, что Лайл заявлял о том, что во время убийства их отец был вооружен, но после стрельбы ни он ни Лайл не нашли оружия у их отца, после чего Эрик признал что «совершил ошибку» и на вопрос своего адвоката ответил на суде, что не стрелял если бы знал, что его родители не вооружены и от них на тот момент не исходило никакой опасности.
Во время перекрестного допроса он раскаялся в содеянном, заявил, что устал от тюрьмы и хочет вернуться домой.
В середине декабря 1995 года адвокаты Эрика Лесли Абрамсон и Барри Левин подали ходатайство от его имени о воспроизведении видеозаписи со слезными показаниями старшего брата Лайла из первого судебного процесса по делу об убийстве. Абрамсон заявила, что защита планировала использовать показания Лайла на суде в начале января 1996 года, но его адвокаты Чарльз Гесслер и Терри Тауэри заявили о том, что Лайл не будет давать показания. Свою тактику адвокаты Лайла объяснили тем обстоятельством, что Лайл как сообвиняемый по делу об убийствах, имеет право не свидетельствовать против себя, так как во время первого судебного процесса он сделал несколько потенциально компрометирующих заявлений, которые смогут повлиять на окончательный вердикт жюри присяжных заседателей.
21 декабря 1995 года судья Стэнли Вайсберг объявил о назначении перерыва в ходе судебного процесса до 3 января 1996 года и назначении судебно-психиатрической экспертизы для Эрика Менендеса с целью установить степень его вменяемости и подлежание уголовной ответственности. Руководителем экспертизы был назначен один из ведущих судебных психиатров ФБР Пак Эллиотт Дитц, который заработал национальную репутацию, помогая прокурорам доказать вменяемость обвиняемых по уголовным делах об убийствах в разных штатах США, включая уголовные дела известных серийных убийц Джеффри Дамера и Джоэля Рифкина, а также по уголовному делу Джона Хинкли, который совершил попытку убийства Рональда Рейгана.
В начале февраля 1996 года по результатам судебно-психиатрической экспертизы Эрик Менендес был признан вменяемым. Выступая на суде в качестве свидетеля обвинения, Пак Эллиот Дитц заявил, что у Эрика Менендеса диагностированы признаки генерализованного тревожного расстройства, но в отличие от посттравматического стрессового расстройства личности, генерализованное тревожное расстройство не повлияло на способность Эрика мыслить рационально, не ставит под сомнение его вменяемость и не оправдывает его в совершении убийств своих родителей. Он описал Эрика как человека, склонного к излишней драматизации событий и театральности, который испытывал быстро меняющиеся, поверхностные эмоции и пренебрегал правдой и уважением к закону. Также Дитц ссылаясь на результаты экспертизы сделал попытку опровергнуть теорию защиты, заявив присяжным, что люди, подвергающиеся паническим атакам, обычно убегают от источника своего беспокойства, а не к нему, как это сделали братья Менендес с оружием в руках.
В середине февраля 1996 года Стэнли Вайсберг постановил, что присяжным заседателям будет запрещено выносить вердикты о виновности братьев в непредумышленном убийстве Китти Менендес. Постановление означало, что присяжные должны либо полностью оправдать братьев, либо признать их виновными в убийстве первой или второй степени, после чего в судебном процессе началась фаза заключительных аргументов обвинения и защиты, которая завершилась 29 февраля.
1 марта того же года дело было передано присяжным заседателям для вынесения вердикта, но обсуждение пришлось прервать, когда председателя жюри и беременную присяжную вынуждены были заменить из-за проблем со здоровьем. 20 марта 1996 года после нескольких дней обсуждения жюри присяжных заседателей единогласно признали братьев виновными по двум пунктам обвинения в убийстве первой степени, а также в заговоре с целью совершения убийства. В соответствии с законодательством штата Калифорния обвинительный вердикт с подобными обстоятельствами оставлял братьям Менендес только два варианта приговора — пожизненное лишение свободы без права на условно-досрочное освобождение или смертная казнь. После оглашения вердикта судья Вайсберг постановил, что при назначении наказания суд будет учитывать характер и степень общественной опасности содеянного, с целью чего удовлетворил ходатайство команды защитников братьев о вызове на последующие судебные заседания около 40 свидетелей защиты, среди которых были родственники Лайла и Эрика, их учителя, тренеры, друзья и знакомые, которые в течение нескольких последующих недель описывали детство братьев, во время которого они якобы были подвергнуты издевательствам, что привело в итоге к психическим, эмоциональным и поведенческим проблемам.
17 апреля 1996 года жюри присяжных заседателей рекомендовало суду не назначать Лайлу и Эрику Менендесу уголовное наказание в виде смертной казни, что вызвало положительные эмоции у обвиняемых и их адвокатов, после чего судья Стэнли Вайсберг назначил на 3 июля дату официального оглашения приговора. Ряд присяжных заседателей после окончания судебного заседания заявили журналистам о том, что при обсуждении обвинительного вердикта и вида уголовного наказания они учли юный возраст братьев на момент совершения убийств и отсутствие у них предыдущих судимостей за совершение уголовных преступлений. Также большинство из них заявили о том, что показания Эрика, данные им под присягой они нашли противоречивыми и в целом версия адвокатов братьев вызывала сомнение в своей достоверности.
3 июля 1996 года Лайл и Эрик Менендес были приговорены к пожизненному лишению свободы без права на условно-досрочное освобождение. Братья, их друзья и родственники никак не отреагировали на оглашение приговора. Судья не дал возможности братьям выступить в суде с последней речью, но удовлетворил ходатайства их адвокатов о рассмотрении апелляции.

## В заключении
После осуждения братья Менендес были этапированы для отбытия наказания в разные пенитенциарные учреждения штата Калифорния. В начале 1998 года их апелляция была отменена. Вследствие массового освещения судебных процессов в СМИ, будучи в заключении, братья Менендес являлись одними из самых известных и популярных заключенных в США, благодаря чему получали много писем и имели множество поклонниц, на одной из которых, Анне Эриксон, в середине июля 1996 года женился Лайл Менендес.
Через год, в 1997 году на одной из своих поклонниц женился Эрик Менендес. Свадебная церемония прошла на территории тюрьмы «Folsom State Prison». В начале 2000-х брак Лайла Менендеса распался, после чего в ноябре 2003 года он женился на 33-летней Ребекке Снид, с которой он познакомился по переписке в начале 1990-х годов. Свадебная церемония Лайла Менендеса прошла в комнате для свидании на территории тюрьмы «Mule Creek State Prison» в присутствии 12 друзей и родственников Лайла, но так как братья отбывали пожизненный срок, у них не было интимных отношений с женами из-за отсутствия длительных свиданий для заключенных, отбывающих пожизненный срок.
В начале 2004 года адвокаты братьев подали новую апелляцию в Апелляционный суд 9-го округа США, но в сентябре 2005 года апелляция снова была отклонена.
В октябре 2005 года журналисты посетили Эрика Менендеса в тюрьме «Pleasant Valley State Prison», где он дал свое первое интервью за 15 лет, прошедших со дня ареста. Во время интервью Менендес поведал о режиме содержания в тюрьме, распорядке своего дня, о истории знакомства с будущей женой и том, что в связи с массовой оглаской своего дела он не пользовался популярностью у охранников и других заключенных тюремного учреждения. Согласно его свидетельствам, за годы заключения Менендес постоянно подвергался физическим нападкам со стороны других заключенных и охранников, благодаря чему вынужден был принимать участие во множестве драк и часто подвергался дисциплинарным взысканиям и водворялся в карцер. Также Менендес поведал о том, что работал в тюрьме на должности уборщика и ему были разрешены 4 свидания в неделю, вследствие чего его жена Тэмми Менендес купила дом, расположенный всего в нескольких милях от территории тюрьмы, чтобы при каждой возможности навещать мужа. Эрик заявил, что его жена из-за брака с ним потеряла работу, а большинство из её родственников, друзей и знакомых осудили её за этот поступок и прекратили поддерживать с ней отношения. Рассуждая о совершенных преступлениях, Эрик заявил о раскаянии в содеянном, заявил что испытывает угрызения совести, однако по прежнему настаивал на том, что совершил убийство родителей вследствие самообороны из-за многолетнего сексуализированного насилия со стороны отца и поведал о том, что по его мнению уголовное наказание является слишком суровым и он не смирился с приговором, по причине чего надеется когда-нибудь выйти на свободу.
В сентябре 2014 года бывший заключенный тюрьмы «Mule Creek State Prison» и один из друзей Лайла Менендеса по имени Юджин Л. Уимс опубликовал книгу «Тюремные секреты: невыразимые истины об одном из самых известных убийц Америки» (англ. Prison Secrets: The Untold Truths About One of America’s Most Notorious Murderers), в которой обвинял Эрика Менендеса в гомосексуализме. Согласно свидетельствам Уимса, который отбыл уголовное наказание в виде 20 лет лишения свободы, в тюрьме «Mule Creek State Prison» Менендес состоял в гомосексуальных отношениях с латиноамериканцем, бывшим членом одной из тюремных банд, однако сам Лайл это впоследствии опровергнул.
В 2017 году Эрик и Лайл Менендес получили вторую волну известности. В сентябре 2017 года на экраны вышел сериал «Закон и порядок: Настоящее преступление», сюжет которого был основан на событиях, происходивших во время судебного процесса над братьями Менендес. Через месяц на экраны вышел документальный сериал «УБИЙСТВА МЕНЕНДЕСОВ: ЭРИК ГОВОРИТ ВСЕ» (англ.The Menendez Murders: Erik Tells All). Сериал состоял из пяти эпизодов, в каждом из которых Эрик Менендес в ходе телефонных разговоров с журналистами в очередной раз рассказывал свою версию событий и обстоятельств, при которых он и его брат совершили убийство своих родителей. Помимо интервью с Эриком, в сериале были показаны кадры и фотографии, которые ранее никогда не демонстрировались общественности, а также новые интервью с представителями прокуратуры, правоохранительных органов, близкими родственниками братьев, их друзьями и различными экспертами. В ноябре 2017 года впервые за 27 лет после своего ареста, дал интервью Лайл Менендес. В ходе интервью, который он дал корреспонденту Киту Моррисону по телефону из тюрьмы «Mule Creek State Prison», Лайл в очередной раз попытался объяснить истинные мотивы совершения убийств своих родителей. Он не признал свою вину в организации убийства и настаивал на том, что убийства были совершены им и его братом будучи в состоянии аффекта и во время совершения убийств они не были способными к рациональному мышлению. Во время интервью, Менендес изменил свои первоначальные утверждения, он признал, что именно он позвонил в службу спасения после совершения преступления, но заявил что на тот момент не испытывал сожаления и стресса по поводу смерти родителей и находился в позитивном настроении. Тем не менее, Менендес даже спустя 27 лет после ареста настаивал на том, что мотивом убийств была самооборона из-за страха быть убитым отцом из-за угроз его разоблачения в совершении сексуализированных домогательств. Лайл выразил раскаяние в том, что во время судебного процесса не заключил с прокуратурой соглашение о признании вины и заявил, что обменял бы всю свою команду адвокатов на видеозапись, длительностью 30 секунд, на которой он подвергался сексуализированному насилию со стороны отца.
Тем не менее, он признал что эта трагедия была самым поразительным и прискорбным событием, которое когда-либо случалось в его жизни и он даже по истечении 28 лет после убийства родителей страдает бессоницей из-за чувства вины и он сожалеет о содеянном, но смирился с тем фактом, что проведет остаток своей жизни в тюремном заключении. В интервью Лайл поведал что начиная с 2002 года при поддержке администрации тюрьмы стал инициатором создания программы психологической поддержки заключенных, подвергшихся сексуализированных насилию в детстве и стал её руководителем. Будучи на тот момент в заключении более 27 лет, Менендес заявил, что будучи в состоянии экзистенциального кризиса, связанного с переоценкой своего жизненного опыта, пытается найти смысл жизни.
В феврале 2018 года Лайл Менендес был переведен из тюрьмы «Mule Creek State Prison», где он пробыл более двух десятилетий — в тюрьму «R.J. Donovan Facility», где отбывал свое наказание его брат Эрик с июля 2013 года. Братья содержались в разных блоках тюремного учреждения, но 4 апреля того же года Лайла перевели в блок, где содержался Эрик, благодаря чему братья впервые за 22 года разлуки, с 10 сентября 1996 года, смогли увидеться. Во время встречи Лайл и Эрик расплакались из-за нахлынувших эмоций, после чего администрация тюремного учреждения выделила им помещение, где братья в течение часа беседовали.
В начале 2021 года братья Менендес получили популярность в социальной сети «TikTok» и «Instagram» и стали объектами сотен фан-аккаунтов благодаря юным пользователям, большинство из которых родились спустя годы после осуждения Лайла и Эрика и, узнав подробности уголовного дела, в конечном итоге развернули в социальных сетях кампанию за их освобождение. Журналист Роберт Рэнд, который освещал суд над братьями Менендесами, стал сторонником версии защиты братьев и связал последнюю волну интереса к их уголовному делу с выходом в 2017 году документального фильма «Убийства Менендеса: Эрик рассказывает всё». Рэнд стал основателем сайта, посвящённым братьям «MenendezMurders.com». Согласно заявлению Рэнда, к концу 2020 года посещаемость созданного им сайта увеличилась с 500 посетителей в день до 50 000 посетителей в день из-за пика запросов пользователей сети интернет о братьях Менендесах, который был зафиксирован в декабре 2020 года. Шэрон Росс, профессор медиа-исследований в Колумбийском колледже в Чикаго, изучающая телевидение и поведение фанатов, заявила, что братья Менендес принадлежат к той категории преступников, чьи истории пересказываются с большим количеством нюансов и переоцениваются в свете меняющегося общественного мнения, особенно в отношении заявлений о сексуализированном насилии, когда жертвы насилия могут более открыто говорить о том, что раньше считалось неудобным.

## Пересмотр приговора
24 октября 2024 года окружной прокурор Лос-Анжелеса Джордж Гаскон заявил, что он подал в суд заявление о пересмотре дела братьев
Первоначально судебное разбирательство по пересмотру приговора было запланировано на 11 декабря 2024 года, однако по различным причинам оно было перенесено на 30 и 31 января 2025 года. В январе 2025 года из-за пожаров в Лос-Анджелесе слушание по пересмотру приговора было перенесено на 20 марта 2025 года. Однако в начале марта 2025 года адвокаты братьев Менендес подали ходатайство о переносе даты слушания, так как они не успели допросить ряд свидетелей и выбрать стратегию защиты. 21 марта слушание было снова перенесено на апрель 2025 года, однако  24 марта губернатор штата Калифорнии Гэвин Ньюсом выразил недовольство этим и объявил крайний срок для пересмотра приговора братьям — 13 июня 2025 года. Судебное разбирательство состоялось 14 мая 2025 года. На слушании  отставной судья, бывший сокамерник и ряд родственников братьев Менендес дали свидетельства в поддержку усилий их защитников. Бывший судья Джонатан Колби сообщил суду, что он был впечатлен результатми реабилитационных программ, которые братья прошли за 35 лет пребывания в тюрьме. Последние годы Лайл и Эрик Менендес заработали репутацию образцовых заключенных и принимали участие в социальной тюремной программе, помогая сотрудникам тюремного учреждения по уходу за пожилыми заключенными и инвалидами. Окружной прокурор Лос-Анджелеса Натан Хохман, сменивший на этой должности Джорджа Гаскона выразил протест  против пересмотра приговора братьям. Он утверждал, что братья не взяли на себя всю ответственность, и окружная прокуратура не считает, что они подвергались насилию со стороны своего отца Хосе. Хохман заявил, что сменив Гаскона дважды пытались отозвать ходатайство своего ведомства о пересмотре приговора, но суд их отклонил и постановил, что слушания по пересмотру приговора состоятся. На судебном слушании Лайл Менендес и его брат Эрик полностью признали свою вину в совершении убийств родителей и выразили раскаяние в содеянном.. 
Из заявления Лайла Менендеса на суде: «Я убил своих маму и папу. Я не ищу оправданий и не оправдываюсь. Влияние моих насильственных действий на мою семью... непостижимо».
В тот же день, 14 мая 2025 года суд признал братьев Менендес виновными в совершении убийства родителей и назначил им уголовное наказание в виде пожизненного лишения свободы с правом условно-досрочного освобождения по отбытии 50 лет тюремного заключения. Несмотря на это, судья Майкл Джесик заявил, что братья Менендес имеют право на условно-досрочное освобождение в соответствии с законом штата Калифорнии о несовершеннолетних правонарушителях, поскольку они совершили преступление в возрасте до 26 лет и отбыли в заключении больше 25 лет. Адвокаты братьев заявили СМИ после окончания суда, что летом 2025 года будут собирать документы и подавать ходатайство об их условно-досрочном освобождении. В июне 2025 того же года пресс-служба Департамента исправительных учреждений штата Калифорнии объявила, что слушание по делу об условно-досрочном освобождении братьев Менендес состоится 21 августа того же года.

## В массовой культуре
19 сентября 2024 года на платформе Netflix вышел сериал «Монстры: История Лайла и Эрика Менендес».